# 银色新银鱼
银色新银鱼（学名：[Neosalanx argentia] 错误：{{Lang}}：文本有斜体标记（帮助））为輻鰭魚綱胡瓜魚目银鱼科新银鱼属的鱼类。在中国，分布于广东珠江、韩江及河北省天津沿岸等，棲息在底中層水域，生活習性不明。该物种的模式产地在香洲。